# 鶯歌石 (基隆市)
鶯歌石，是位於臺灣基隆市七堵區、安樂區交界地帶的一個地名，範圍包括七堵區的瑪南里東部凸出地區、自強里，以及安樂區的鶯安里西北半部、鶯歌里西北端、七賢里、嘉仁里西端、永康里西端、干城里西南角、四維里、興寮里南部、長樂里、三民里、六和里、壯觀里、五福里、外寮里西南大半部。境內有安樂社區與國家新城等大型社區。

## 歷史
台灣清治末期至日治前期，鶯歌石地區為一街庄，稱為「鶯歌石庄」，隸屬於石碇堡。該庄北與大武崙庄為鄰，東與蚵殼港庄為鄰，東南與港口庄、八堵庄為鄰，南邊為七堵庄，西邊為瑪陵坑庄。
1901年（日治明治三十四年）11月，該庄隸屬於基隆廳，編入第十七區。1905年（明治三十八年）7月，第十七區改名「瑪陵坑區」。1920年（大正九年），該庄改制為「鶯歌石」大字，隸屬於臺北州基隆郡七堵庄，大字下有「鶯歌石」、「石厝坑」、「新山」、「石皮瀨」小字名。
戰後七堵庄改制為七堵鄉，隸屬於臺北縣，大字亦改制為村。1947年1月，七堵鄉劃歸基隆市，並改稱七堵區，村改制為里。1949年2月，暖暖、七堵分治，本地區仍屬七堵區。1988年基隆市調整各區邊界，鶯歌石地區東北大半部改劃入安樂區，其餘仍屬七堵區。